# Klagenfurt Hauptbahnhof
Klagenfurt Hauptbahnhof ist het grootste station in Klagenfurt, de hoofdstad van de Oostenrijkse deelstaat Karinthië. Met tot 190 treinen per dag is het een van de belangrijkste spoorwegknooppunten in het zuiden van Oostenrijk.

## Geschiedenis
De Südbahn-Gesellschaft opende het station op 1 april 1863 samen met de Drautalbahn tussen Maribor en Klagenfurt die op 1 juni 1864 werd doorgetrokken naar Villach.
Het station lag destijds in de gemeente St. Ruprecht en moest het centrum van het spoorwegnet in Karintië worden. Omdat de bestuurders van Klagenfurt dit van de hand wezen wordt deze positie nu ingenomen door Villach. De toevoeging Hauptbahnhof wordt in iedergeval sinds 1914 gebruikt. De gemeente St. Ruprecht werd in 1938 geannexeerd door Klagenfurt, waarmee ook het station in de stad kwam te liggen.
In de Tweede Wereldoorlog werd het stationsgebouw zo zwaar beschadigd dat het werd gesloopt. In 1948 werd een nieuw stationsgebouw opgetrokken. 

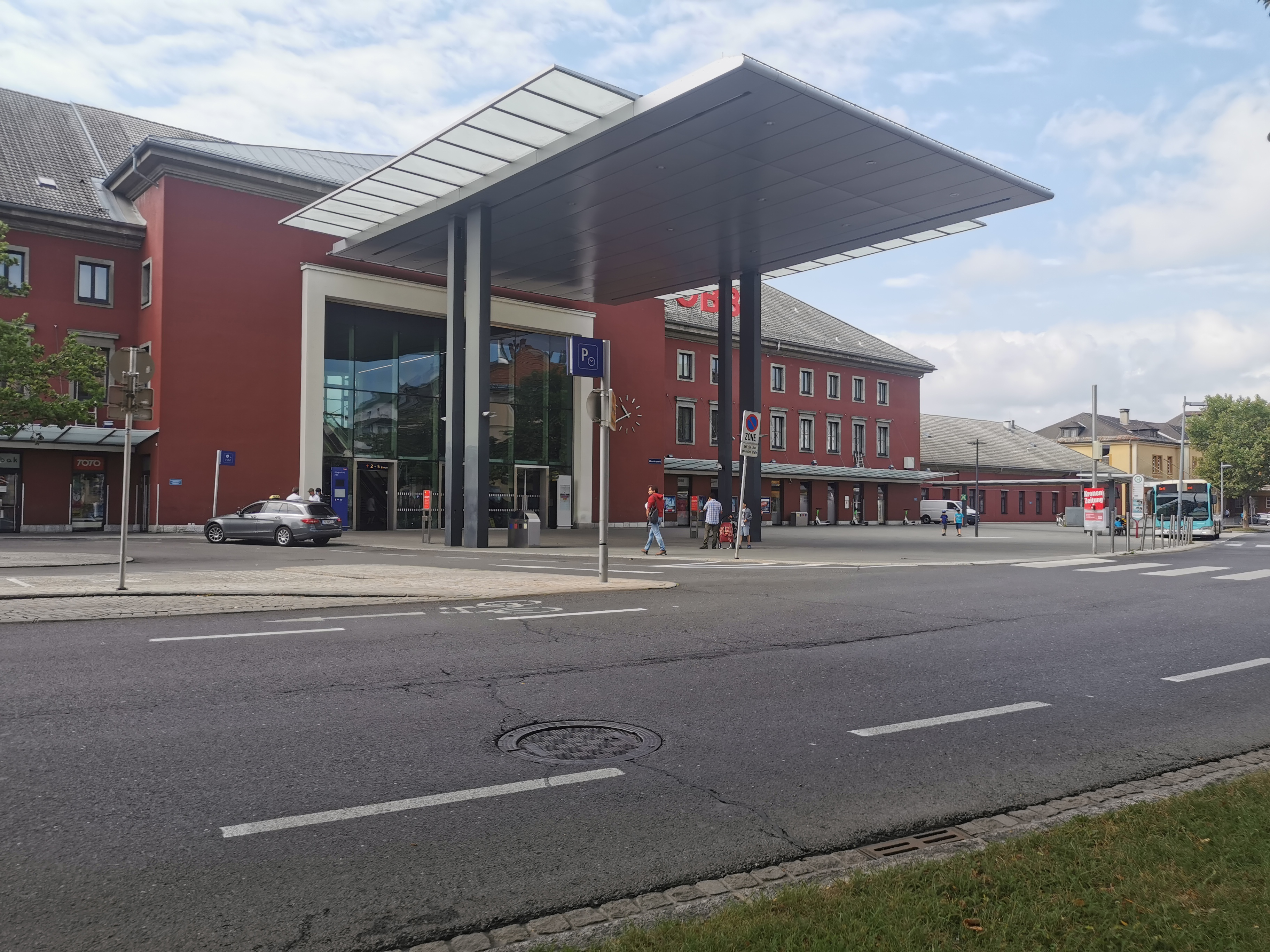
Het stationsgebouw.
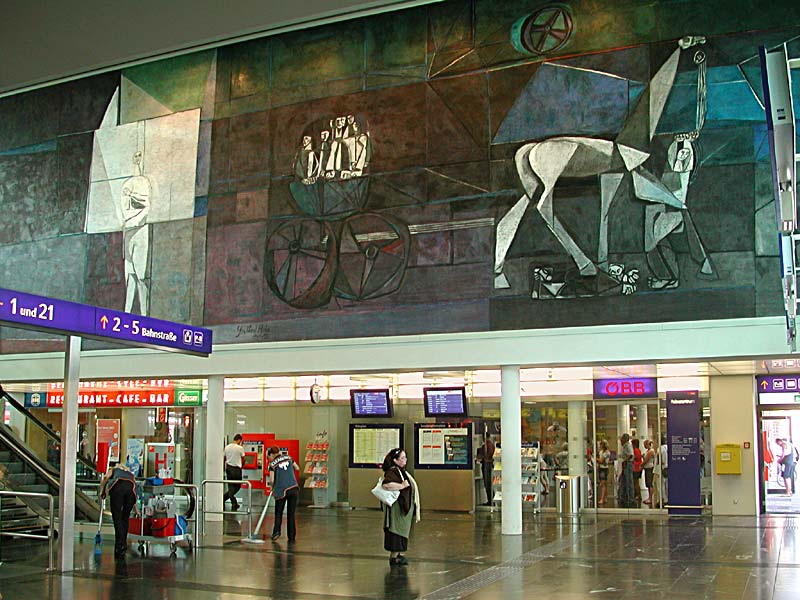
Hokes fresco op de westwand.

De stationshal werd opgesierd door Giselbert Hoke  die in 1950 zijn eerste prijsvraag won voor de freso's van 22 x 5 m op de wanden die inmiddels op de monumentenlijst staan. De oostwand is de „Wand der Kläger“ en de westwand is de „Wand der Angeklagten“, ze zijn uitgevoerd in de stijl van Pablo Picasso. De bevolking van Klagenfurt was destijds niet enthousiast over deze moderne kunst en na de voltooiing in 1956 kwam het tot protesten, het kunstwerk bleef echter behouden.
In 1959 werden drie elektromechanische seinhuizen, een hoofdseinhuis en twee seintafels, van het type EM 55 geopend. 
Tussen 2000 en 2005 werd het station in het kader van het project Bahnhofsoffensive gemoderniseerd. In: 2000 werd het stationsgebouw omgebouwd volgens de plannen van architect Klaus Kada.
In november 2001 werden de seinhuizen uit 1959 vervangen door een elektronisch seinhuis en vervielen de seintafels voor de baanwachters. De perrons werden voorzien van liften en roltrappen.
In september 2007 werden ook de taken van het seinhuis Grafenstein naar Klagenfurt overgebracht, op 19 juli 2012 werden alle taken overgeheveld naar de verkeersleiding in Villach die sindsdien de lijn op afstand bestuurt. 

## Ligging en inrichting
Het station kent zes sporen langs de perrons, twee eilandperrons tussen respectievelijk de sporen 2 & 3 en 4 & 5, en een middenperron langs spoor 1 en kopspoor 21 aan de oostzijde van het stationsgebouw. 
Het stationsgebouw zelf heeft twee verdiepingen en een zolder. Op de begane grond zijn een wachtkamer, de kaartverkoop en de toegang tot het middenperron. De andere perrons en, het ten zuiden van het station gelegen, St. Ruprecht zijn bereikbaar over een loopbrug die met een trap en twee roltrappen verbonden is met de stationshal.  
Pal voor de hoofdingang stoppen de bussen van de Stadtwerke Klagenfurt (STW), waarmee met een hoge frequentie de Heiligengeistplatz, het OV-knooppunt in de binnestad, bereikt kan worden. Sinds de reorganisatie in 2012 is ook het station een OV-knooppunt van de Stadtwerke. 
Naast de stadsbussen doen ook de streekbussen van de post het station aan. Deze verbinden heel midden Karintië met Klagenfurt en regionale bussen rijden tot in Stiermarken. Verder onderhoudt de ÖBB een intercity busdienst naar Graz.